# Костюковичі
Костюковичі (біл. Касцюковічы) — місто в Білорусі. Центр Костюковицького району Могильовської області. Населення 17 тисяч чоловік.